# Monttea
Monttea es un género de plantas fanerógamas perteneciente a la familia Scrophulariaceae. Comprende 3 especies descritas.

## Taxonomía
El género fue descrito por Gay y publicado en Flora Chilena 4(4): 416–418, t. 51. 1849. La especie tipo es: Monttea chilensis J.Gay	

## Especies aceptadas
A continuación se brinda un listado de las especies del género Monttea aceptadas hasta noviembre de 2014, ordenadas alfabéticamente. Para cada una se indica el nombre binomial seguido del autor, abreviado según las convenciones y usos.	 
- Monttea aphylla (Miers) Benth. & Hook. f.
- Monttea chilensis J.Gay
- Monttea schickendantzii Griseb.